# پایگاه پژوهشی ورندسکی
پایگاه پژوهشی ورندسکی (به انگلیسی: Vernadsky Research Base) یک سکونتگاه مسکونی در جنوبگان است.

## ویژگی‌ها
پایگاه پژوهشی ورندسکی ۱۲ نفر جمعیت دارد.

## نگارخانه

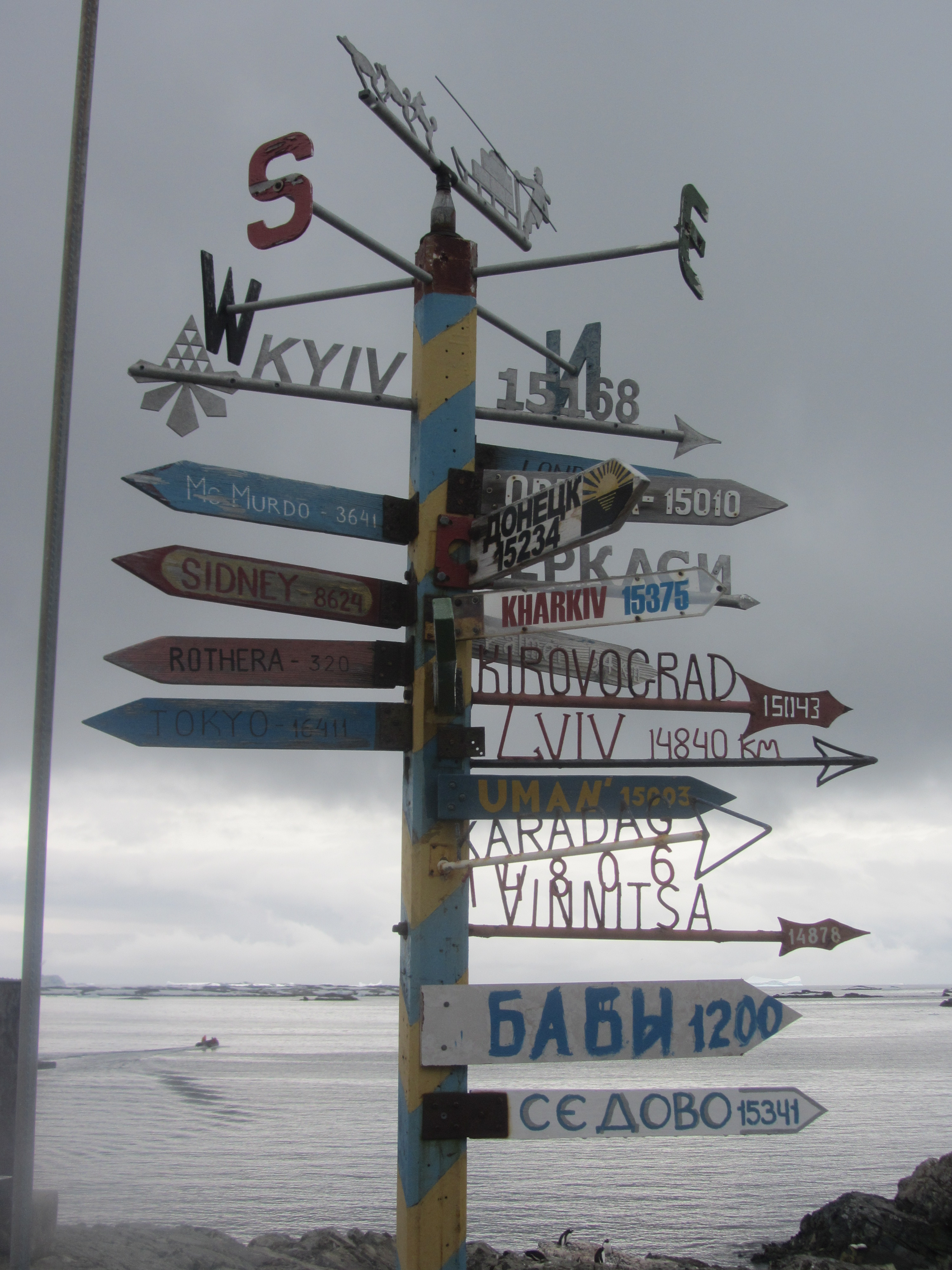
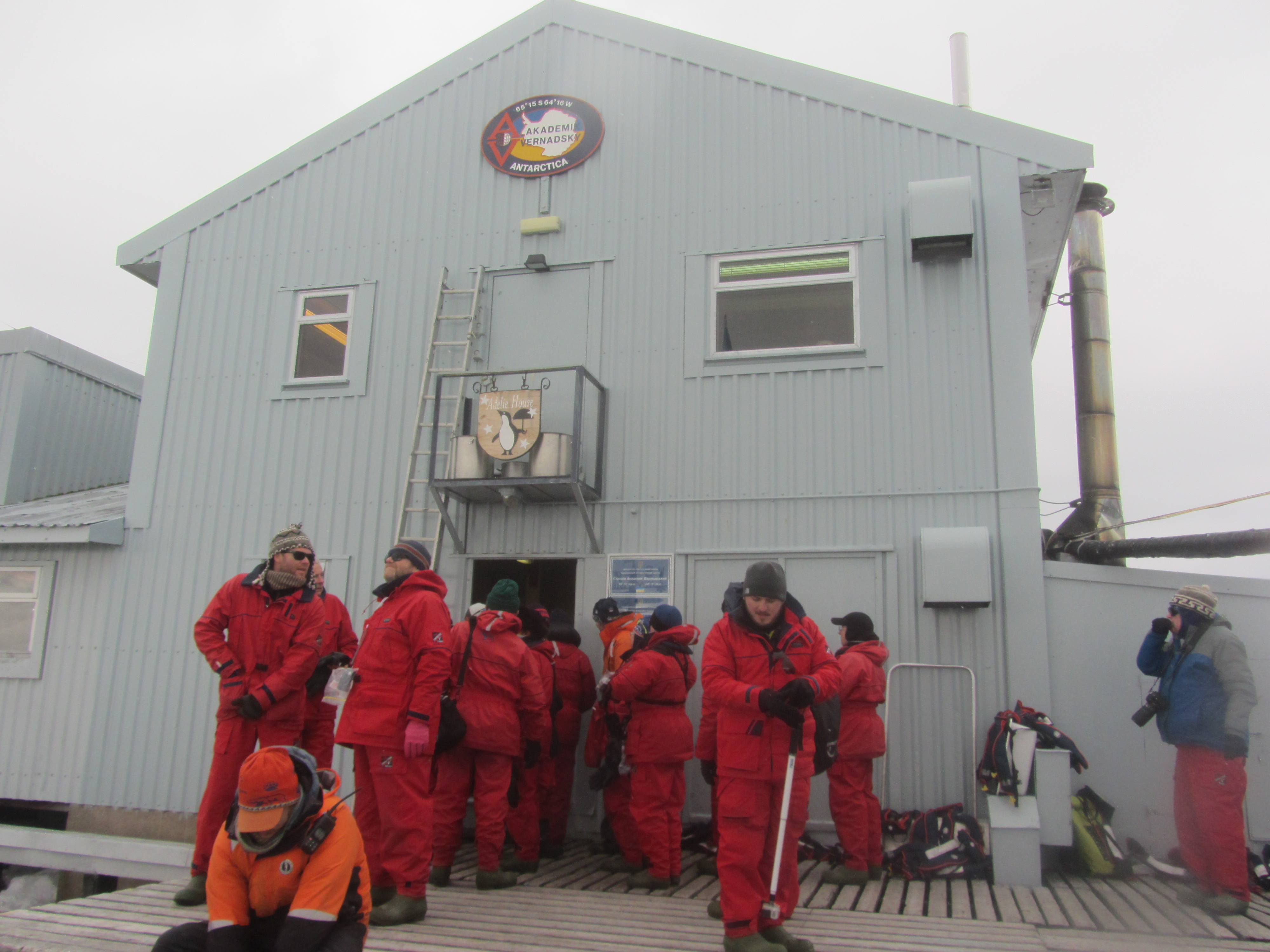
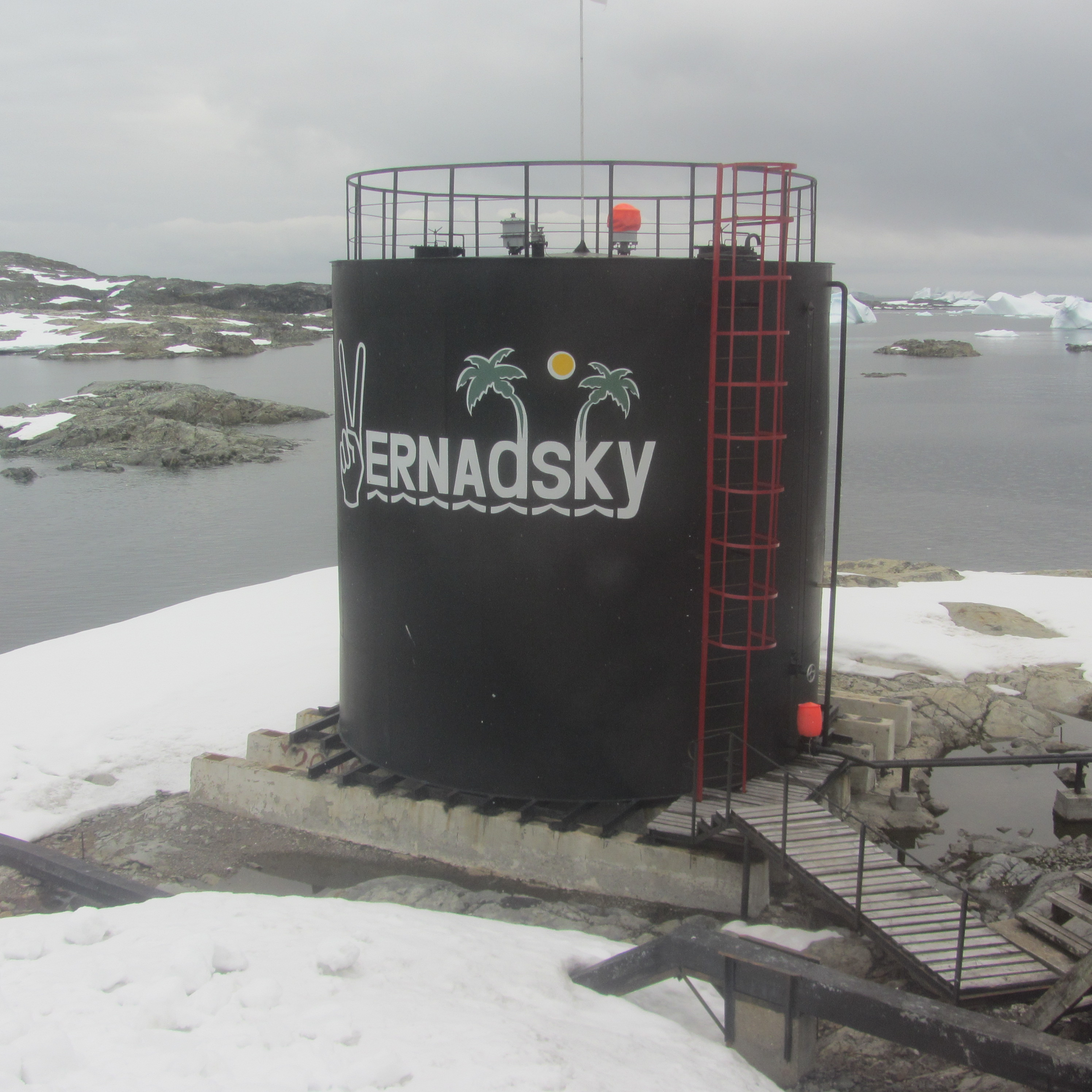
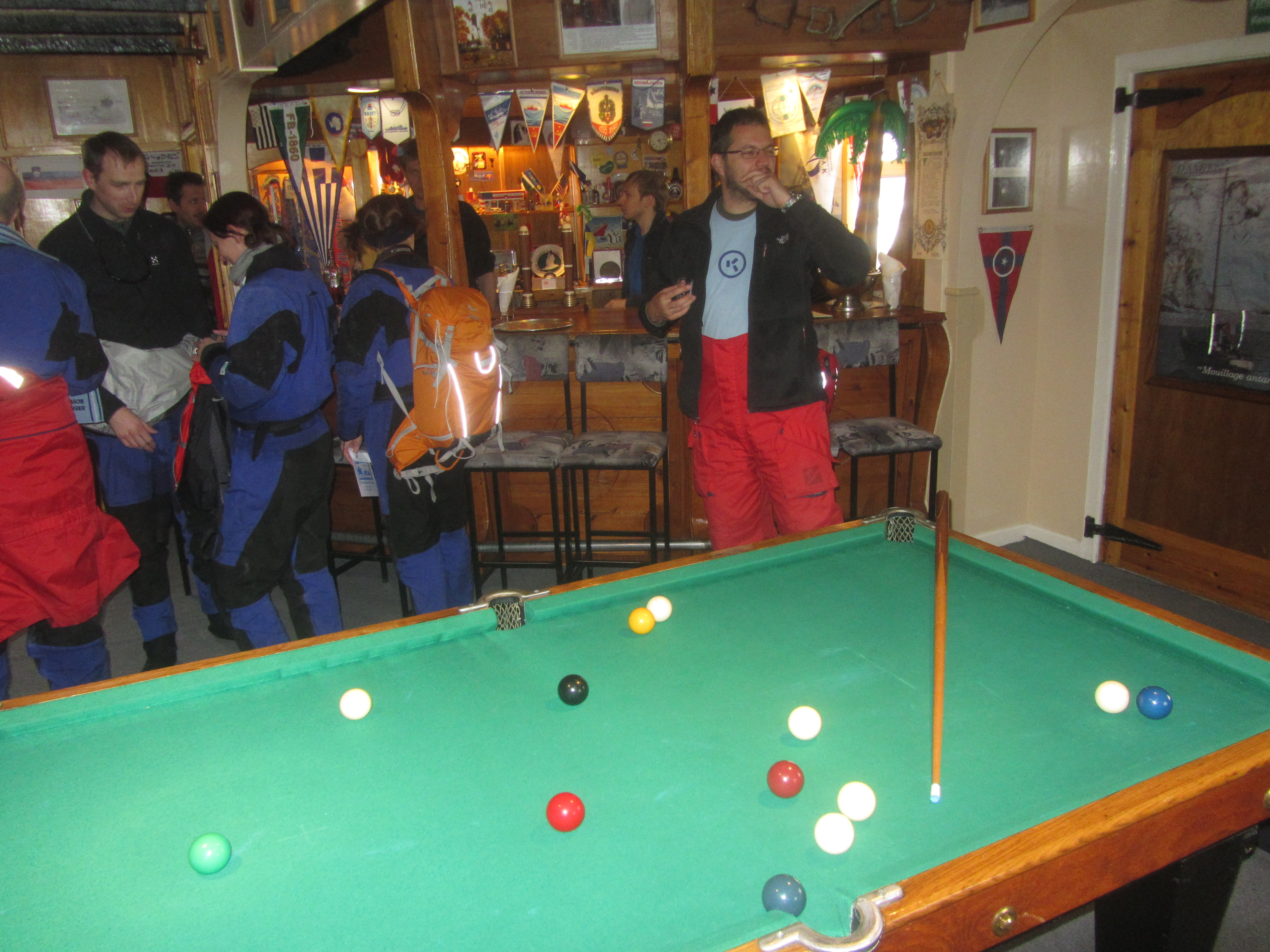
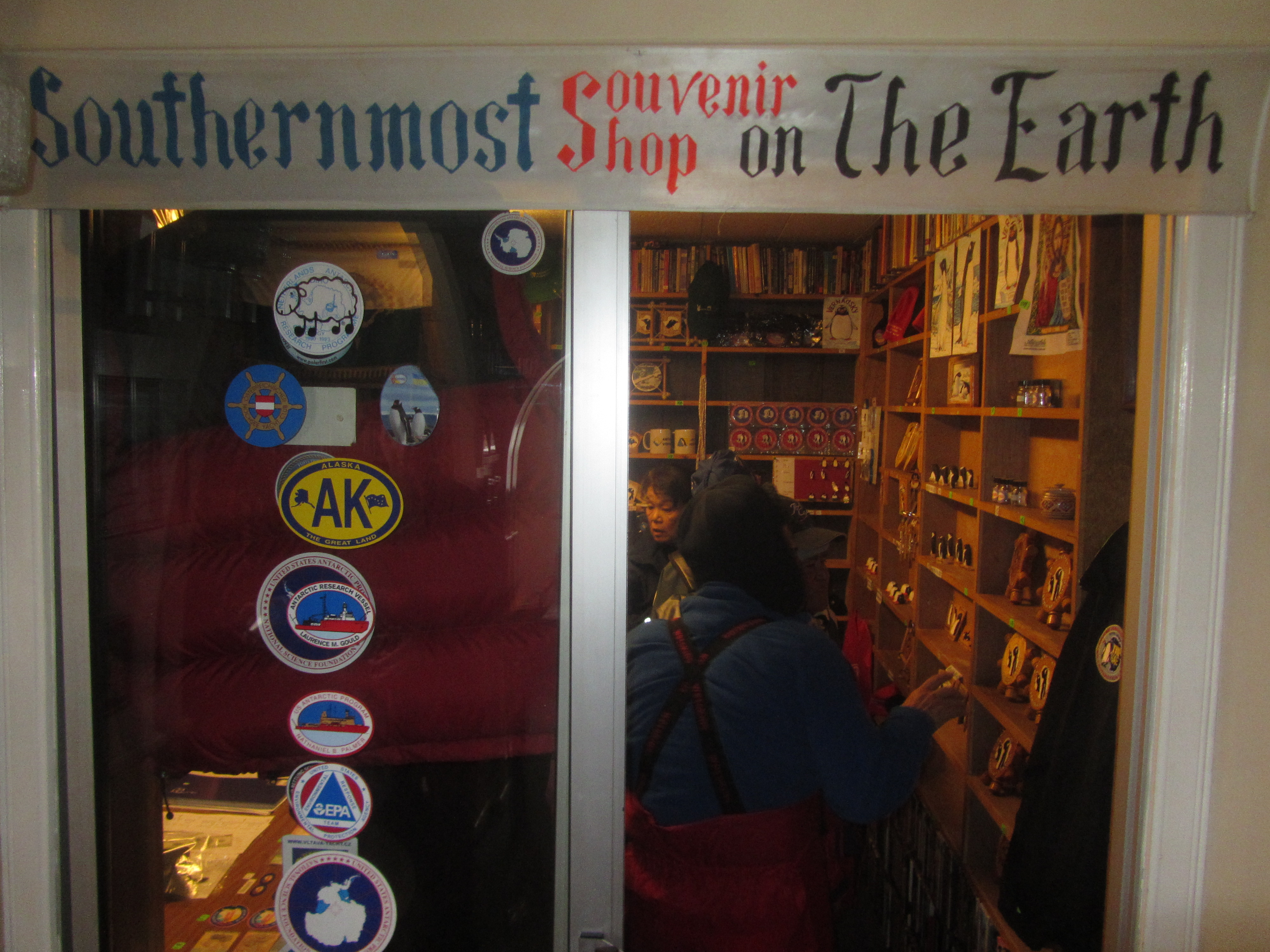